# Illias Almahady
Illias Almahady (* 1944 in Iférouane) ist ein nigrischer Offizier.

## Leben
Illias Almahady besuchte die Grund- und Mittelschule und war zunächst als Postmitarbeiter tätig. 1966 trat er in den Dienst der Streitkräfte Nigers. Als Oberleutnant war er ab 1981 Kommandant verschiedener Kompanien: der 5. motorisierten Sahara-Kompanie in Tahoua, der 3. Kampfkompanie und der 4. motorisierten Sahara-Kompanie in N’Guigmi.
Almahady wurde danach in der Zivilverwaltung eingesetzt. Er war von 1988 bis 1989 Präfekt des Departements Tahoua. In seiner Eigenschaft als Präfekt nahm er im Mai 1989 am Gründungskongress der damaligen Einheitspartei Nationale Bewegung der Entwicklungsgesellschaft teil. Von 1989 bis 1991 wirkte er als Präfekt des Departements Maradi und im Jahr 1991 als Präfekt des Departements Diffa. Im Jahr 1992 fand Almahady als Büroleiter beim Generalstab Verwendung. Anschließend arbeitete er ab 1993 als Direktor für Öffentlichkeitsarbeit und Sozialhilfe im Verteidigungsministerium. Er war ferner Mitglied der Wahlkommission für die Parlamentswahlen am 12. Januar 1995.
Illias Almahady war Mitglied der zwölfköpfigen Militärjunta des Rates des nationalen Wohls, die im Januar 1996 bei einem Militärputsch an die Macht kam und bis Dezember 1996 unter dem Vorsitz von Ibrahim Baré Maïnassara Niger beherrschte. In dieser Zeit übernahm Almahady das Amt des Präfekten des unruhigen Departements Agadez und erhielt den Dienstgrad eines Oberstleutnants. Ibrahim Baré Maïnassara blieb nach umstrittenen Wahlen auch nach der Auflösung der Militärjunta bis 1999 Staatschef.
Im Juni 1997 kam es in der Garnison von Agadez zu einer Meuterei von Soldaten, bei der Präfekt Almahady festgesetzt wurde. Nach Verhandlungen wurde er freigelassen und konnte in die Hauptstadt Niamey abreisen. Er kehrte nicht mehr nach Agadez zurück, sondern wurde noch im selben Jahr als Verteidigungsattaché an die Botschaft Nigers in Paris geschickt. Im Jahr 2000 noch zum Oberst ernannt, wurde er, bei den Streitkräften dann bereits im Ruhestand, 2010 Präsident der staatlichen Versuchsanstalt für Tiefbau.

## Ehrungen
- Großoffizier des Nationalordens Nigers
- Tapferkeitskreuz mit Stern[1]